# Юринський район
Ю́ринський район (рос. Юринский район, марій. Юрино кундем) — адміністративна одиниця Республіки Марій Ел, Росія.
Адміністративний центр — селище міського типу Юрино.

## Географія
Район розташований на лівому березі Волги на заході республіки і межує з Воскресенським і Воротинським районами Нижньогородської області, зі сходу — Кілемарським, з півдня — Гірськомарійським районами Марій Ел. Притокою Волги Ветлугою район розділений на дві частини.
Понад 75 % території району займають мішані ліси, поверхня переважно рівнинна.
Територією району протікають річки Волга, Ветлуга, Люнда, Дорогуча. Багато дрібних річок, струмків, озер.
До основних сировинних багатств відносяться торфовища, поклади глини та піску Мар'їнського і Зінов'євського родовищ.

## Історія
Юринський кантон утворений 28 серпня 1924 року.
10 грудня 1931 року Козьмодем'янський та Юринський кантони були об'єднані в Гірськомарійський район. 1936 року Гірськомарійський район був розділений на Єласовський, Юринський та Козьмодем'янський.
1 лютого 1963 року Юринський район був знову ліквідований, а його територія разом з також ліквідованим Єласовським районом була включена до складу Гірськомарійського сільського району.
31 березня 1972 року Юринський район знову відновлений.

## Населення
Населення району становить 7059 осіб (2019, 8758 у 2010, 11487 у 2002).
Національний склад: росіяни — 93,08 %, марійці — 4,28 %, чуваші — 0,74 %.

## Адміністративно-територіальний поділ
На території району 1 міське та 5 сільських поселень:
| Поселення                       | Площа, км² | Населення, осіб | Населення, осіб | Населення, осіб | Центр        | Населені пункти |
| Поселення                       | Площа, км² | 2002            | 2010            | 2019            | Центр        | Населені пункти |
| ------------------------------- | ---------- | --------------- | --------------- | --------------- | ------------ | --------------- |
| Юринське міське поселення       | 7,26       | 4251            | 3465            | 2871            | Юрино        | 1               |
| Биковське сільське поселення    | 566,77     | 2545            | 1975            | 1655            | Биковка      | 9               |
| Васильєвське сільське поселення | 257,10     | 888             | 525             | 351             | Васильєвське | 11              |
| Козиковське сільське поселення  | 573,43     | 773             | 486             | 335             | Козиково     | 6               |
| Мар'їнське сільське поселення   | 235,92     | 1631            | 1212            | 999             | Мар'їно      | 11              |
| Юркинське сільське поселення    | 399,67     | 1399            | 1095            | 848             | Юркино       | 5               |

28 квітня 2014 року було ліквідоване Горношумецьке сільське поселення, його територія увійшла до складу Биковського сільського поселення.

## Найбільші населені пункти
Найбільші населені пункти з чисельністю населення понад 1000 осіб:
| № | Населений пункт | Населення, осіб | Населення, осіб |
| № | Населений пункт | 2002            | 2010            |
| - | --------------- | --------------- | --------------- |
| 1 | Юрино           | 4 251           | 3 465           |
| 2 | Юркино          | 1 217           | 1 019           |

## Господарство

### Промисловість
Промислові підприємства району займаються вивезенням та заготівлею деревини, випуском пиломатеріалу, фанерної сировини, заготівлею дров, видобутком торфу.
Основними галузями за обсягом виробництва промислової продукції є: лісова і деревообробна — 65 %, паливна — 1,8 %, лісова — 0,6 %, переробна — 32 %.

### Сільське господарство
Основний напрямок в сільському господарстві — м'ясо-молочне.